# Моја супер бивша девојка
Моја супер бивша девојка (енгл. My Super Ex-Girlfriend) америчка је романтична комедија из 2006. године, у режији Ајвана Рајтмана, по сценарију Дона Пејна. Главне улоге глуме Ума Терман и Лук Вилсон. Приказан је 21. јула 2006. године.

## Радња
Мет Сондерс (Лук Вилсон) тражио је љубав свог живота и када је срео Џени Џонсон (Ума Терман) помислио је да ју је коначно пронашао. Но изгледа да је пронашао невољу свог живота јер Џени никако није обична девојка. Иако изгледа као девојка из комшилука, Џени је суперјунакиња и посвећена је борби против злочина. Мада неуништива, Џени је прилично несигурна у себе, што се види из њених љубоморних и посесивних испада када упозна Метову колегиницу, Хану (Ана Фарис). Због те њене реакције и на наговор најбољег пријатеља, Вона Хејга (Рејн Вилсон), Мет одлучи да оконча везу.

## Улоге
| Глумац         | Улога                 |
| -------------- | --------------------- |
| Ума Терман     | Џенифер Џонсон        |
| Лук Вилсон     | Мет Сондерс           |
| Ана Фарис      | Хана Луис             |
| Еди Изард      | Бари Едвард Ламбертон |
| Рејн Вилсон    | Вон Хејг              |
| Ванда Сајкс    | Карла Данкирк         |
| Стелио Саванте | Лео                   |
| Марк Јоријо    | Лени                  |
| Марк Консуелос | Стив Велард           |